# Habenaria zamudioana
Habenaria zamudioana är en orkidéart som beskrevs av Roberto González Tamayo. Habenaria zamudioana ingår i släktet Habenaria och familjen orkidéer. Inga underarter finns listade i Catalogue of Life.